# 6473 Winkler
6473 Winkler este un asteroid din centura principală de asteroizi.

## Descriere
6473 Winkler este un asteroid din centura principală de asteroizi. A fost descoperit pe 9 aprilie 1986 la Stația Anderson Mesa de Edward L. G. Bowell. El prezintă o orbită caracterizată de o semiaxă mare de 2,68 ua, o excentricitate de 0,13 și o înclinație de 7,5° în raport cu ecliptica.